# Drummonds Fadenschnecke
Drummonds Fadenschnecke (Facelina bostoniensis) ist eine im Meer lebende Art von Schnecken aus der zu den Fadenschnecken gehörenden Familie der Facelinidae in der Unterordnung der Nacktkiemer.

## Beschreibung
Drummonds Fadenschnecke hat einen am Ende spitz zulaufenden, lang gestreckten Körper mit zahlreichen, an beiden Seiten des Körpers befindlichen, in Büscheln stehenden Kiemen-Fortsätzen.
Am Kopf befinden sich je ein Paar Kopftentakel, lange Mundtentakel und Fußtentakel. Der Körper der Schnecke ist hellrosa-braun (zum Teil durchscheinend), die Kiemen-Fortsätze sind deutlich dunkler – braunrot bis dunkelbraun – mit helleren oder weißen Spitzen.

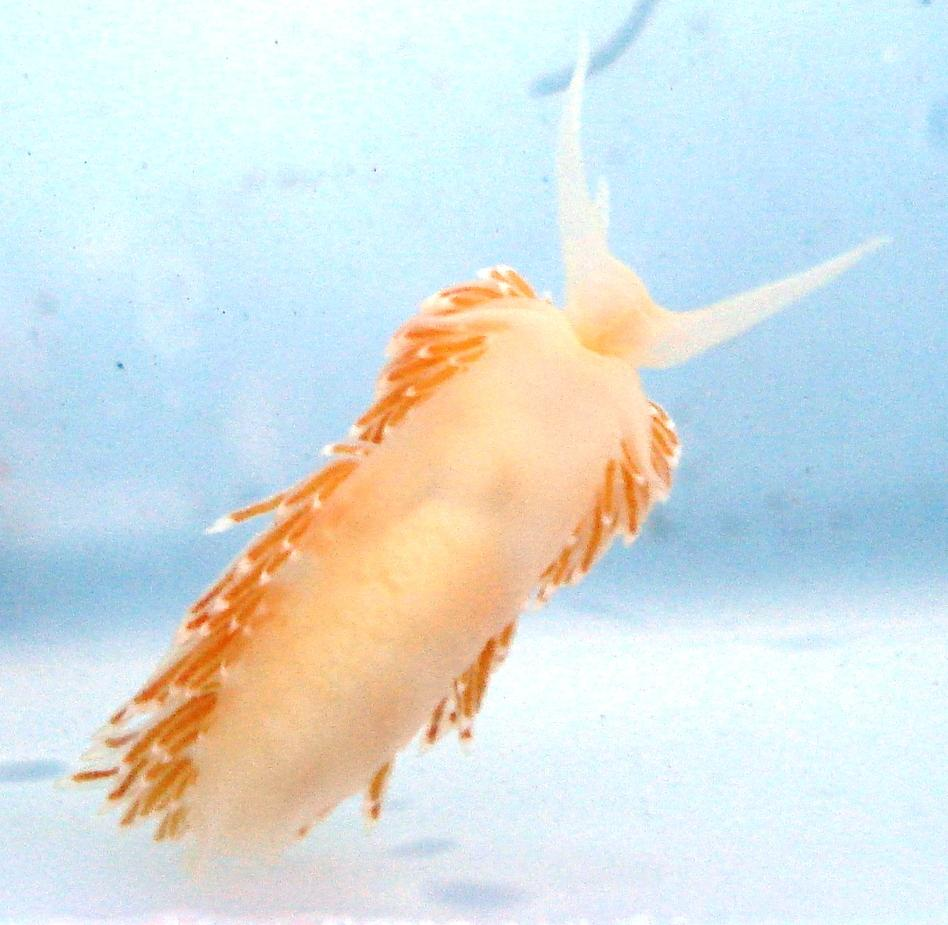
Drummonds Fadenschnecke von unten, die Fußtentakel sind deutlich zu sehen

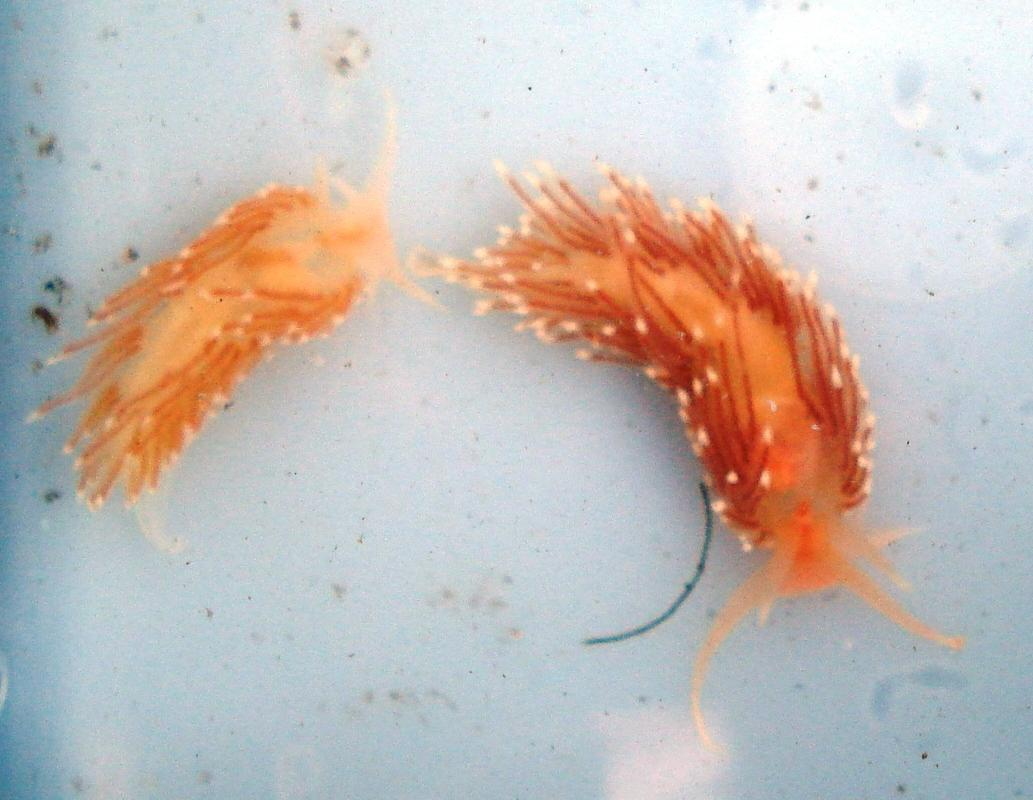
Zwei Individuen mit unterschiedlicher Färbung

Die Schnecke erreicht eine Länge von bis zu 4,5 cm, bleibt jedoch häufig deutlich kleiner.

## Verbreitung
Drummonds Fadenschnecke kommt im Mittelmeer und Atlantik vor – dort erstreckt sich das Verbreitungsgebiet von der Nordamerikanischen Ostküste bis zur Nordsee – und von dort in die westliche Ostsee (etwa bis zur Beltsee).

## Lebensweise
Drummonds Fadenschnecke kommt ab 3 Meter Tiefe auf Hartgrund vor, wo sie Polypen und Braunalgen abweidet oder (von) Miesmuscheln und anderen Meeresnacktschnecken frisst. Die Nesselzellen der abgeweideten Polypen werden nicht verdaut, sondern in den Rückenanhängen des Körpers eingelagert, wo sie der Verteidigung dienen (Kleptocniden).
Der Laich von Drummonds Fadenschnecke bildet weiße, unregelmäßige, fest am Untergrund haftende Schnüre.

## Sonstiges
Der wissenschaftliche Artname bostoniensis wurde nach der Stadt Boston vergeben. Die englische Benennung Drummond’s facelina („Drummonds Fadenschnecke“) geht auf den irischen Naturforscher und Anatomieprofessor James Lawson Drummond (1783–1853) zurück, der feststellte, dass Facelina bostoniensis an der walisischen Küste häufig vorkommt.

## Belege

### Online
- unterwasser-welt-ostsee.de
- TaucherMonitor der Ostsee
- seaslugforum.net

### Einzelnachweis
1. ↑  Biographical Etymology of Marine Organism Names. D